# Rashied Ali
Pour les articles homonymes, voir Ali.
Pour l’homme politique irakien, voir Rachid Ali al-Gillani.
Rashied Ali, né Robert Patterson le 1er juillet 1935 à Philadelphie (Pennsylvanie) et mort le 12 août 2009 à New York, est un batteur américain de jazz qui a principalement œuvré dans le domaine du free jazz.
Il était le frère du batteur Muhammad Ali.

## Biographie
Après avoir étudié à la Granoff School of Music, il débute dans des orchestres de rhythm and blues. En 1953, il forme son propre groupe et commence à jouer avec des musiciens de hard bop (Lee Morgan, Jimmy Smith…). Il vit des années difficiles et est obligé d'exercer pour un temps le métier de chauffeur de taxi.
En 1963, il rencontre le saxophoniste Pharoah Sanders. Il se produit avec de nombreux musiciens de free jazz, (Don Cherry, Paul Bley, Bill Dixon, Archie Shepp, Marion Brown, Sun Ra…) mais aussi avec le vétéran du jazz New Orleans Earl Hines. On peut l'entendre aussi dans des groupes de rock.
Sur les conseils de Sunny Murray, il est engagé comme percussionniste par le saxophoniste John Coltrane pour seconder le batteur Elvin Jones. Il remplace ce dernier et reste avec Coltrane jusqu'en 1967, date de la mort du saxophoniste.
Depuis, on a pu l'entendre avec, entre autres, Alice Coltrane, Sonny Rollins, Jackie McLean, Alan Shorter, Gary Bartz, McCoy Tyner, George Adams, Frank Lowe (en), Sonny Fortune, Arthur Rhames et, pendant quelques années dans son propre trio de funk-rock électronique (fondé en 1986, avec Mark Bogaerts et Amin Ali).
En 1972, il a créé une éphémère compagnie de disques, « Survival Records ». De 1973 à 1979, il a géré un club-restaurant, le « Studio 77 » (alias « Ali's Alley »).